# Чуркин (посёлок)
Чу́ркин — посёлок в Володарском районе Астраханской области, входит в состав Большемогойского сельсовета.

## География
Посёлок находится в юго-восточной части Астраханской области, в дельте реки Волга, на острове, образованным ериком Быстренький и рекой Колки. Абсолютная высота — 22 м ниже уровня моря.
Климат
Климат резко континентальный с жарким сухим летом, холодной и малоснежной зимой, самый жаркий месяц — июль. Абсолютный максимум — +40 °С. Самый холодный период — январь-февраль с абсолютным минимумом — 40 °С.

## История
В 1969 году указом Президиума Верховного Совета РСФСР посёлок детского санатория переименован в Чуркин. В советское время был построен детский санаторий.

## Население
| 2002 | 2010 |
| ---- | ---- |
| 82   | ↘58  |

Гендерный состав
По данным переписи 2010 года, численность населения составляла 58 человек (по 29 мужчин и женщин; 50,0 и 50,0 %%).
Национальный состав
Согласно результатам переписи 2002 года, в национальной структуре населения казахи составляли 73 % из 77 чел., русские — 27 %.
| Национальность | Численность (2010) | Процент |
| -------------- | ------------------ | ------- |
| Казахи         | 44                 | 73,3%   |
| Русские        | 16                 | 26,7%   |
| Всего          | 60                 | 100%    |

## Улицы
- ул. Береговая,
- ул. Парковая,
- ул. Садовая[7].

## Транспорт
Чуркин связан просёлочными дорогами с другими населёнными пунктами острова — Большим Могоем, Малым Могоем, Ильинкой и Верхними Колками. Выезд на асфальтированную трассу на материке осуществляется через паромную переправу, расположенную в шести километрах от посёлка на реке Сарбай к югу от Большого Могоя. На трассе имеется автобусная остановка, где несколько раз в день останавливаются маршрутки, следующие из Астрахани и районного центра Володарского на юг в сторону сёл Крутое, Цветное и других и обратно.

## Достопримечательности
В посёлке находится Высокогорный Чуркинский Успенско-Николаевский монастырь.